# Черкасов Микола Петрович
Черкасов Микола Петрович (1884–1944) — російський актор. Лауреат Державної премії СРСР (1941).

## З життєпису
Виступав на сценах багатьох театрів (з 1911).
Знімався у фільмах:
- «Джульбарс» (1935, Шо-Мурад),
- «Суворов» (1941, Суворов; Державна премія СРСР),
- а також в українській стрічці «Нескорені» (1943, Родіонов).